# Gustave Eiffel
Alexandre Gustave Eiffel (15 tháng 12 năm 1832 – 27 tháng 12 năm 1923; phát âm tiếng Pháp: [efɛl], tiếng Anh: /ˈaɪfəl/) là một kỹ sư, nhà thầu, một nhà chuyên môn về các kết cấu kim loại người Pháp và là một nhà khí tượng học. Ông nổi tiếng vì đã thiết kế Tháp Eiffel, xây dựng năm 1887–1889 cho Triển lãm Thế giới năm 1889 tại Paris, Pháp, và cốt cho Tượng thần Tự do, ở Cảng New York, Hoa Kỳ

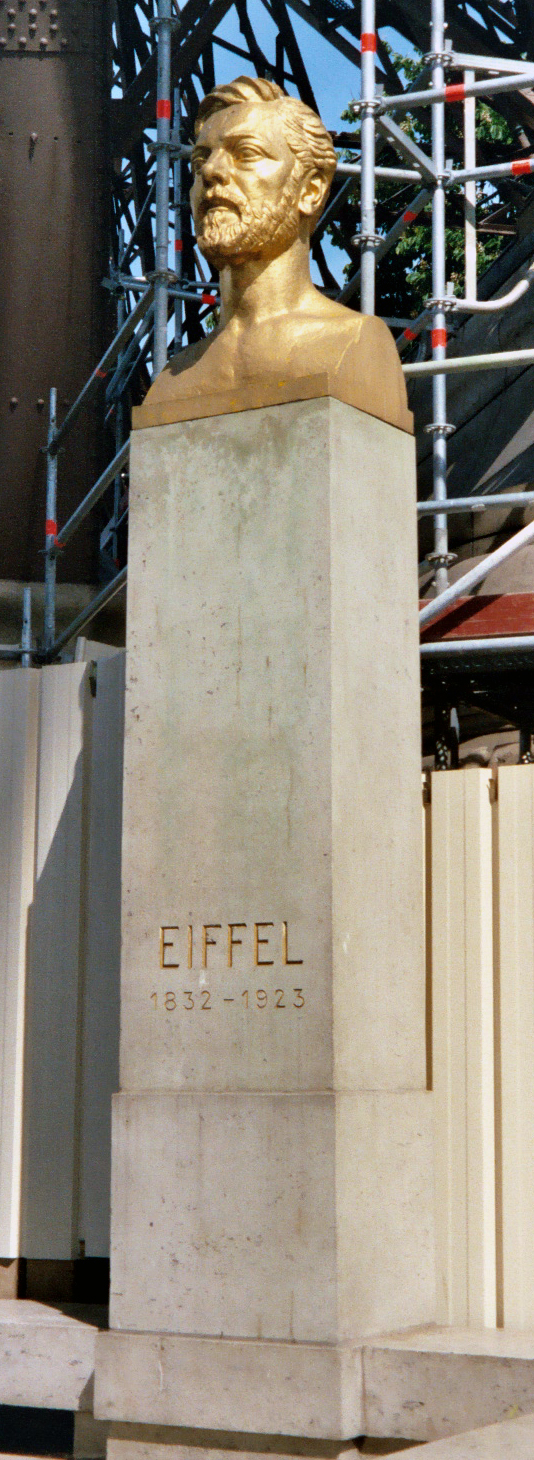
Một tượng kỷ niệm Gustave Eiffel tại chân Tháp Eiffel

## Tuổi trẻ
Alexandre Gustave Eiffel sinh tại Dijon, Côte-d'Or, Pháp. Cái tên Eiffel được cha ông lấy từ đầu thế kỷ 19 theo nơi sinh của ông tại vùng Eifel Đức (ở Marmagen), bởi người Pháp không thể đánh vần được họ của ông, Bönickhausen. Thời tuổi trẻ, hai luồng ảnh hưởng mạnh nhất tới Eiffel đều là những nhà hoá học thành công, hai người chú Jean-Baptiste Mollerat và Michel Perret. Cả hai đều bỏ rất nhiều thời gian chơi với Eiffel, nhồi nhét vào đầu ông mọi thứ từ các kiến thức hoá học tới khai mỏ tới tôn giáo và triết học. Ở trường học, Eiffel rất thông minh, nhưng không chăm chỉ lắm. Khi theo học trung học tại Lycée Royal, Eiffel thấy chán ngán và cảm thấy rằng các buổi học là một sự phí phạm thời gian. Mãi tới hai năm học cuối cùng Eiffel mới tìm được niềm cảm hứng của mình, không phải trong kỹ thuật, mà là trong lịch sử và văn học. Các thói quen học tập của Eiffel dần cải thiện và ông tốt nghiệp với bằng cấp cả về khoa học và nhân văn. Eiffel đăng ký theo học tại một trường cao đẳng ở Sainte Barbe College tại Paris, để chuẩn bị cho các kỳ thi đầu vào khó khăn tại École Polytechnique. École Polytechnique từng, và vẫn là, ngôi trường nổi tiếng về kỹ thuật ở Pháp. Cuối cùng, Eiffel không được nhận vào École Polytechnique, nhưng thay vào đó ông theo học tại École Centrale des Arts et Manufactures ở Paris nơi ông học hoá học, nhận được bằng cấp tương đương Thạc sĩ Khoa học năm 1855. École Centrale là một trường tư tự do hiện nổi tiếng là một trong các trường kỹ thuật hàng đầu châu Âu. Công việc kinh doanh than của mẹ ông mang lại nguồn thu nhập dư dật cho gia đình và tạo điều kiện cho Gustave có được nền giáo dục đại học. Năm 1855 cũng là năm Paris đứng ra tổ chức Hội chợ Thế giới đầu tiên. Sau khi tốt nghiệp, người chú của Eiffel đề nghị ông làm việc tại một xưởng dấm ở Dijon, Pháp. Tuy nhiên, một cuộc tranh cãi gia đình đã không chấp nhận cơ hội đó, và Eiffel nhanh chóng thành nhân viên mới tại một công ty thiết kế cầu đường sắt.
Charles Nepveu trao cho Eiffel công việc đầu tiên với tư cách một trong nhiều quản lý dự án của một cầu đường sắt nằm ở Bordeaux, Pháp. Trong quá trình xây dựng, các kỹ sư lớn tuổi ở dự án dần thôi việc, và Eiffel cuối cùng đảm nhiệm cả dự án. Neveu theo dõi công việc của Eiffel tại hiện trường và tiếp tục đặt Eiffel vào các công việc khác liên quan tới quản lý dự án các cầu và kết cấu đường sắt. Trong những dự án này, Eiffel được biết các kỹ sư khác thời ấy, và ông được ghi nhớ với công việc của mình và được mời làm việc tại các dự án khác. Nepveu có ảnh hưởng mạnh tới Eiffel giúp ông trở nên thành công hơn với những dự án trong tương lai.

## Sự nghiệp

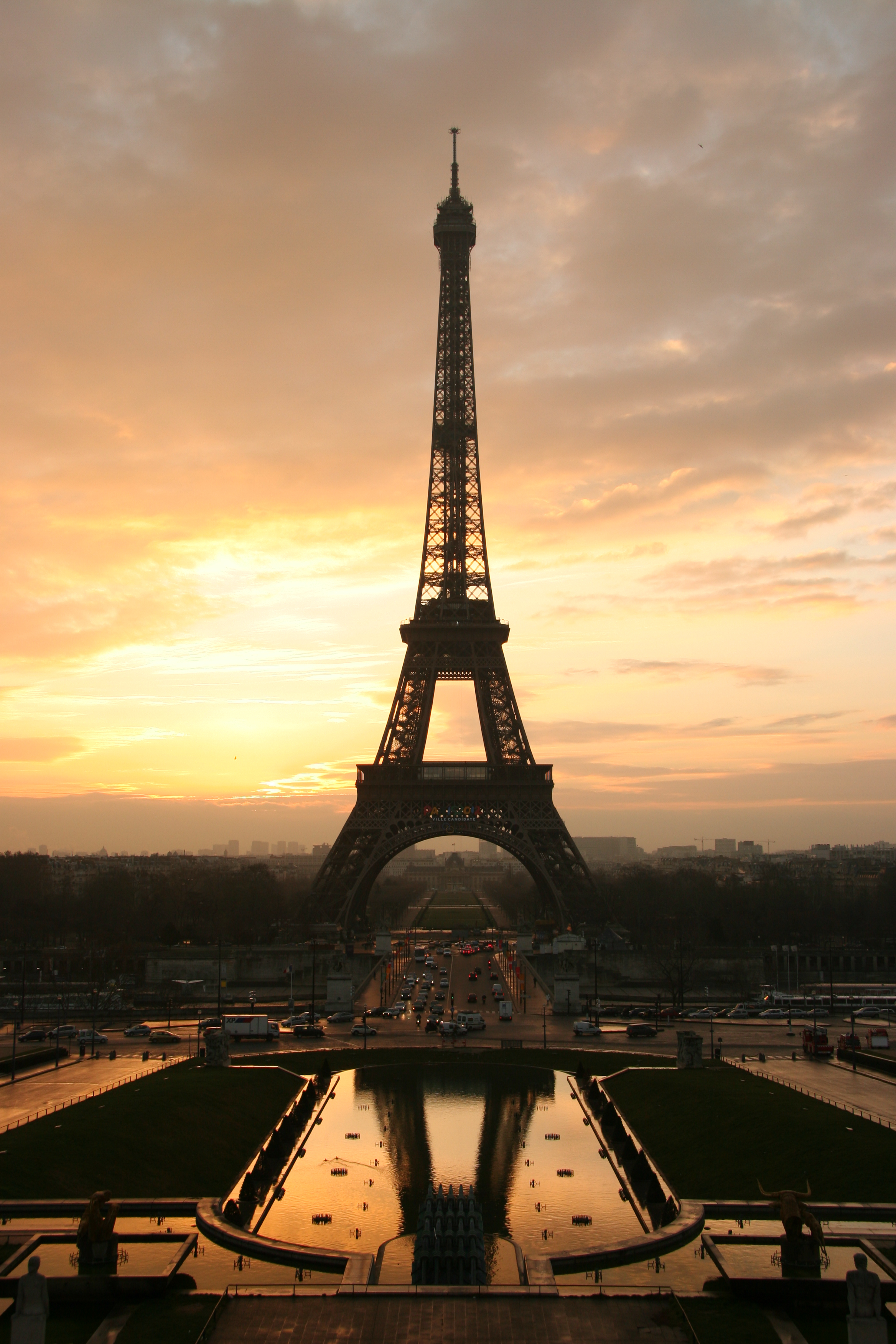
Tháp Eiffel lúc bình minh

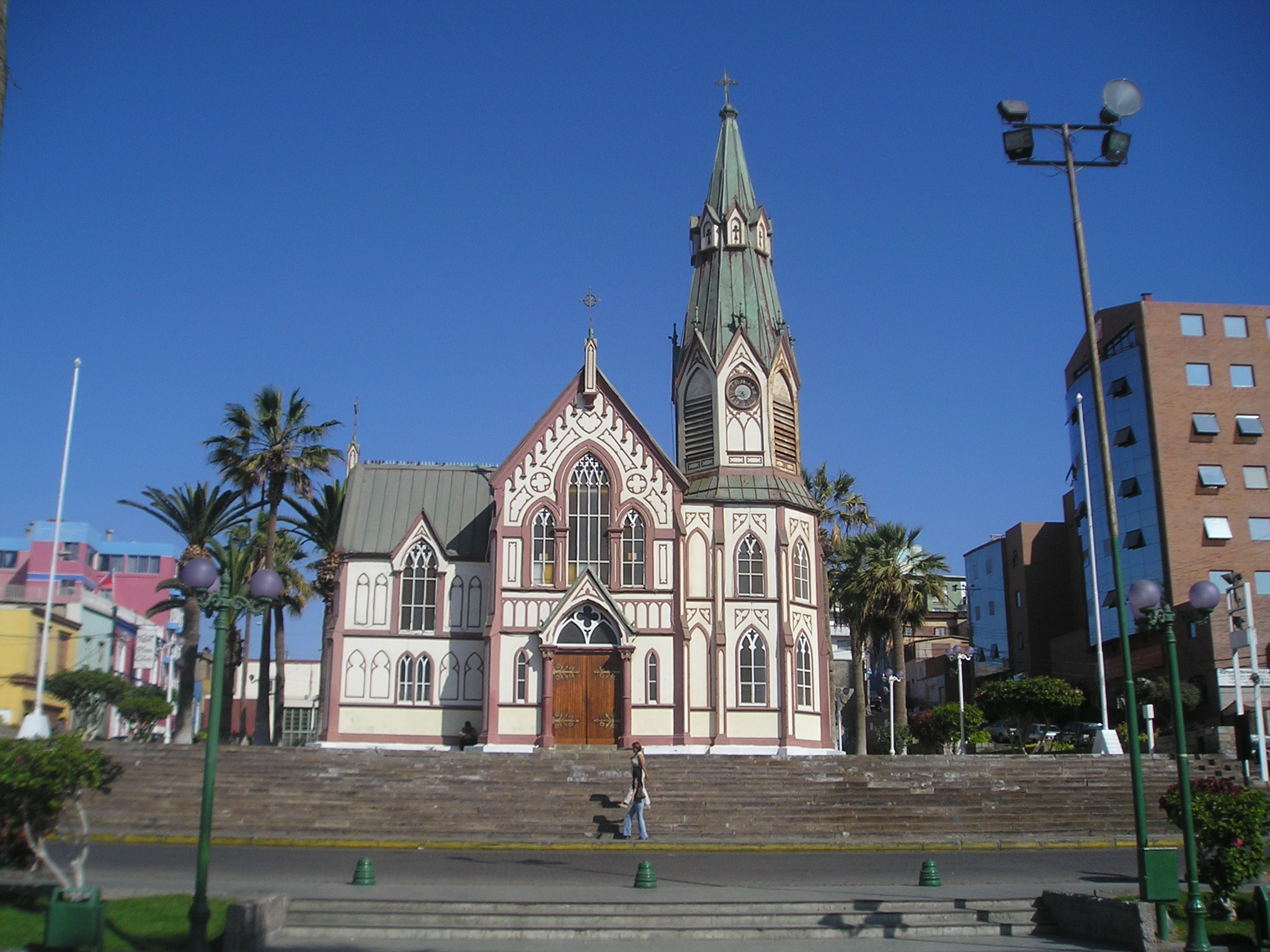
Thánh đường "Saint Mark of Arica"

Eiffel et Cie., công ty tư vấn và xây dựng của Eiffel, với sự hỗ trợ của kỹ sư người Bỉ Téophile Seyrig, đã tham gia vào gói thầu quốc tế xây dựng một cây cầu đường sắt dài 160m qua sông Douro, giữa Oporto và Vila Nova de Gaia, Bồ Đào Nha. Đề xuất của ông giành chiến thắng bởi nó đẹp, có cấu trúc trong sáng, giá thành thấp nhất, và nó tích hợp việc sử dụng phương pháp các lực, khi ấy là một kỹ thuật mới trong thiết kế cấu trúc do Maxwell phát triển năm 1864. Ponte Maria Pia là một vòng cung khớp đôi đỡ một đường sắt đơn qua các cột tăng cường cho toàn bộ cây cầu. Việc xây dựng được tiến hành nhanh chóng và cây cầu hoàn thành trong chưa tới hai năm (5 tháng 1 năm 1876 tới mùng 4 tháng 11 năm 1877). Nó được Vua D. Luís và Nữ hoàng D. Maria Pia khai trương, và cây cầu được đặt theo tên nữ hoàng. Cây cầu được sử dụng cho tới tận năm 1991 (114 năm), khi nó được thay thế bởi Cầu S. John, được thiết kế bởi kỹ sư Edgar Cardoso. Eiffel đã xây dựng một số cầu đường sắt thép đúc tại Massif Central, như các cầu cạn tại Rouzat và Bouble. Chúng vẫn được dùng cho các chuyến tàu địa phương và được xây dựng cuối những năm 1860.

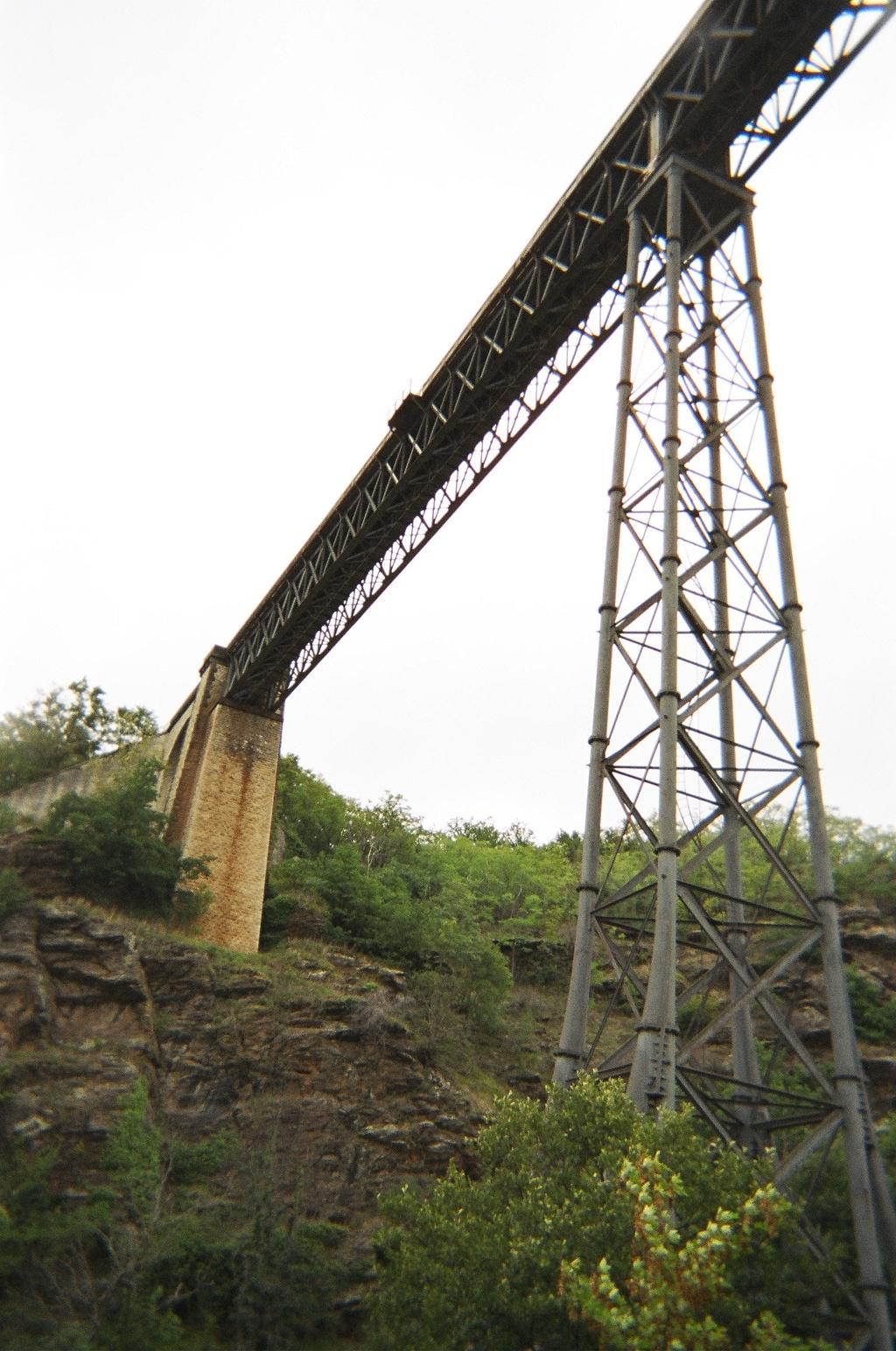
Cầu cạn Rouzat

Gustave Eiffel cũng thiết kế La Ruche tại Paris, Pháp. Công trình này, giống như Tháp Eiffel, trở thành một địa điểm thắng cảnh của thành phố. Đây là một kết cấu tròn ba tầng trông giống như một tổ ong lớn và được tạo ra như một kết cấu tạm thời sử dụng như một nhà vòm rượu tại Đại Triển lãm năm 1900. La Ruche trong tiếng Pháp có nghĩa "tổ ong". Ông cũng xây dựng cầu cạn Garabit, một cầu đường sắt gần Ruynes en Margeride tại Cantal département. Ở châu Mỹ, Eiffel thiết kế ga đường sắt trung tâm tại Santiago de Chile (1897) và Mona Island Light nằm gần Puerto Rico. Cây đèn biển được xây dựng khoảng năm 1900 bởi Hoa Kỳ nước đã chiếm được hòn đảo sau khi chấm dứt Chiến tranh Tây Ban Nha-Mỹ. Nó ngừng hoạt động năm 1976.
Năm 1887, Eiffel tham gia vào nỗ lực của Pháp xây dựng một Kênh Panama. Công ty Kênh Panama Pháp, dưới sự lãnh đạo của Ferdinand de Lesseps, đã tìm cách xây dựng một con kênh ngang mực nước biển, nhưng cuối cùng nhận ra rằng điều này là không thể thực hiện. Một con kênh nâng, với các cống đã được lựa chọn làm thiết kế mới, và Eiffel được giao việc thiết kế và xây dựng các cống. Tuy nhiên, toàn bộ dự án kênh gặp vấn đề quản lý kém nghiêm trọng, và cuối cùng sụp đổ với thiệt hại to lớn. Danh tiếng của Eiffel bị ảnh hưởng nghiêm trọng khi ông bị dính líu vào các scandal tài chính liên quan tới de Lesseps và các doanh nghiệp hỗ trợ dự án. Chính Eiffel không liên quan tới các vấn đề tài chính, và sau này phán quyết có tội với ông đã được đảo ngược. Tuy nhiên, công việc của ông không bao giờ được thực hiện, bởi nỗ lực xây dựng kênh sau này của người Mỹ sử dụng các thiết kế cống mới (xem Lịch sử Kênh Panama).
Sau khi nghỉ hưu ông nghiên cứu và phát triển những ý tưởng mới thông qua việc sử dụng thực tế Tháp Eiffel. Tháp cho phép ông thực hiện những tiến bộ trong khí động học, khí tượng học, và truyền phát radio. Ông đã xây dựng một đường hầm gió tại đáy tháp để nghiên cứu khí động học, đặt các thiết bị khí tượng ở nhiều vị trí trên tháp, và đề nghị quân đội lắp đặt thiết bị radio trên đỉnh tháp. Trong những năm tiếp theo tháp tiếp tục được sử dụng cho truyền phát radio và cuối cùng được dùng để phát sóng vô tuyến.
Eiffel mất này 27 tháng 12 năm 1923 trong ngôi nhà của ông tại Rue Rabelais ở Paris, Pháp. Ông được chôn cất tại Cimetière de Levallois-Perret.
Gustave Eiffel cũng đã từng tới nhiều nơi như Tây Ban Nha, Bồ Đào Nha, Philippines, vân vân, thiết kế các toà nhà và các cấu trúc khác trong những chuyến thăm của mình. Ông trở nên rất nổi tiếng trên thế giới về ngọn tháp chúng ta đều biết ngày nay với cái tên Tháp Eiffel (đã đề cập ở trên).

## Dấu ấn

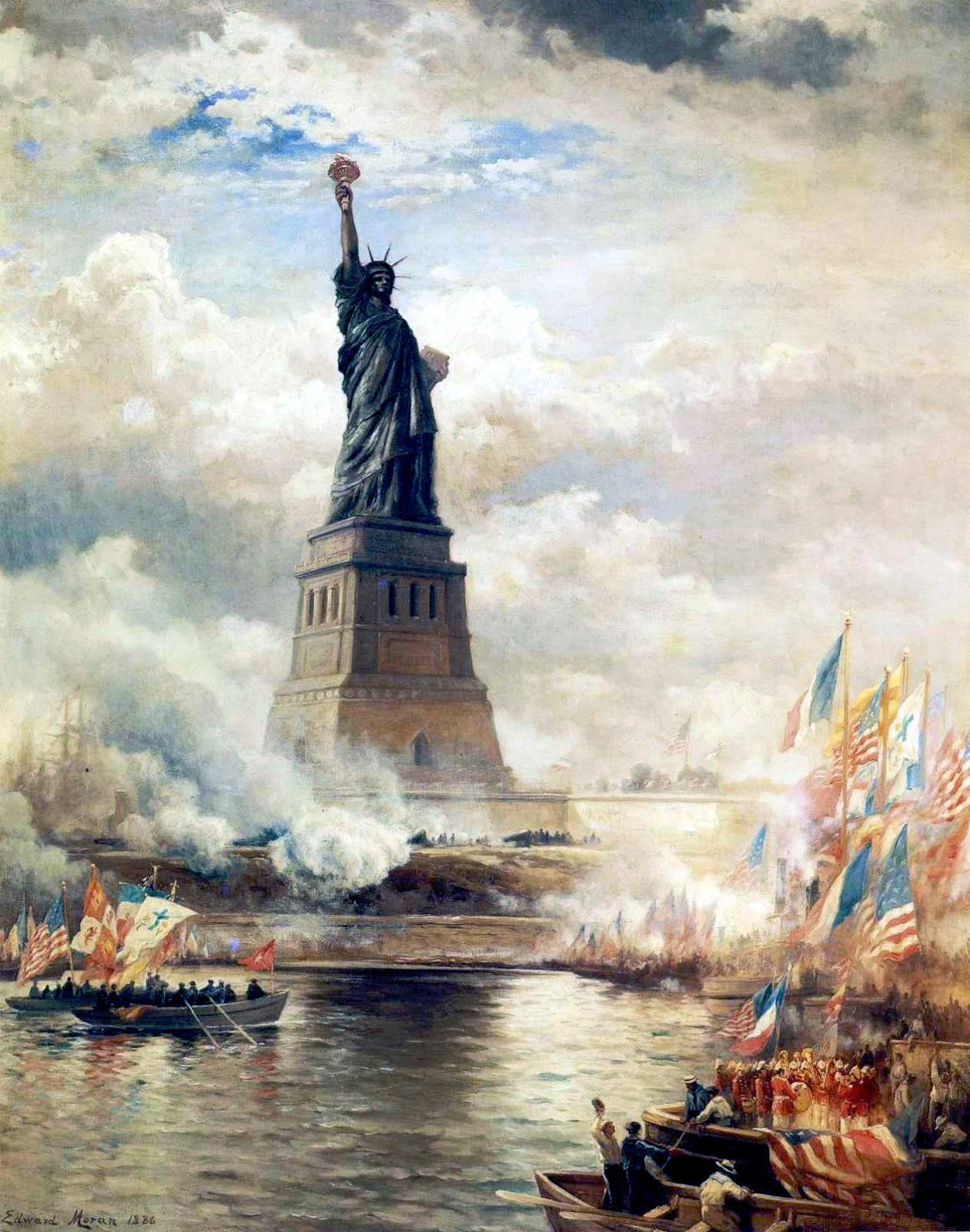
Bức tranh năm 1886 của Edward Moran, The Statue of Liberty Enlightening the World (Tượng Nữ thần Tự do Soi sáng Thế giới), thể hiện lễ khai trương Tượng thần Tự do.

Cuộc Cách mạng Công nghiệp đóng một vai trò quan trọng trong cuộc đời của Gustave Eiffel. Mọi người đi vòng quanh thế giới, các kỹ thuật và vật liệu mới xuất hiện, và các quốc gia tiến lên công nghiệp hoá. Đa số các công việc của Eiffel bị ảnh hưởng bởi một trong những điều kiện do cuộc Cách mạng Công nghiệp tạo ra.
Điều kiện ảnh hưởng mạnh nhất tới công việc của Eiffel là giao thông. Mọi người trên khắp thế giới có nhu cầu đi lại an toàn qua các con sông và cần tới những cây cầu. Việc xây dựng những cây cầu đó đã khiến Eiffel có được danh tiếng là một kỹ sư, cho phép ông theo đuổi những dự án lớn hơn và khó khăn hơn sau này. Những cây cầu ông thiết kế được xây dựng trên khắp thế giới. Những cây cầu cho phép việc đi lại và thương mại diễn ra dễ dàng và nhanh chóng hơn tại những địa điểm chúng được xây dựng. Nhiều cây cầu của Eiffel không đòi hỏi phải có thợ tay nghề cao để lắp ráp, khiến chúng trở thành một lựa chọn rất kinh tế.
Tháp Eiffel có một dấu ấn lớn tại Pháp. Tháp là điểm nhấn của Triển lãm Thế giới (1889) và thu hút hàng triệu người tới Paris. Gần hai triệu người tới thăm Tháp Eiffel chỉ riêng trong năm 1889. Tháp nhanh chóng trở thành một điểm thu hút khách du lịch và mang lại những khoản tiền lớn cho nền kinh tế Pháp. Ban đầu bị coi là một thứ gây chướng mắt (thực tế nó được thiết kế để có thể được tháo dỡ dễ dàng sau cuộc Triển lãm), tháp nhanh chóng trở thành một biểu tượng quốc gia của Pháp và mang lại cảm giác tự hào cho người dân sống tại đó. Năm 1910 Gustave Eiffel đã có một kết luận phi thường trong xác định độ kháng gió của một đĩa phẳng; Gustave đã dùng Tháp Eiffel làm nơi thí nghiệm.
Tượng thần Tự do là một món quà của Pháp cho Mỹ. Thiết kế của Eiffel cho cấu trúc bên trong tượng cho phép nó có thể được thực hiện trong thực tế. Tượng thể hiện tình hữu nghị và sự tôn trọng giữa Pháp và Mỹ. Tượng thần Tự do nhanh chóng trở thành một biểu tượng quốc gia về tự do tại Hoa Kỳ và cũng khiến những công dân nước này tự hào. Bức tượng trở thành một điểm thu hút du khách nổi tiếng và khiến nhiều người tới New York, làm phát triển mạnh nền kinh tế. Nhiều người Mỹ sống tại Pháp rất hài lòng về món quà dành cho nước mình và để đáp lễ, đã chế tạo một bức tượng đồng tỷ lệ ¼ ở phía cuối dòng Île aux Cygnes, 1.4 km phía tây nam Tháp Eiffel.
Với tất cả những cơ hội do cuộc Cách mạng Công nghiệp mang lại, nó cũng đưa tới nhiều thách thức. Bởi Eiffel có cơ hội làm việc tại nhiều dự án ở những địa điểm khác nhau, các kỹ sư khác cũng có cơ hội tương tự. Tính cạnh tranh cho các dự án rất cao và danh tiếng của kỹ sư đóng một vai trò quan trọng trong việc thắng thầu dự án. Quả thực một thách thức khác trong sự nghiệp của Eiffel là đưa ra các vật liệu xây dựng mới. Bởi các vật liệu xây dựng mới chưa từng được chứng minh trong các dự án, các kỹ sư thường phải đối mặt với nguy cơ khi sử dụng chúng. Nhiều cây cầu Eiffel đã xây dựng được làm bằng thép là vật liệu mà ông đã giúp trở thành tiên phong. Với sự phát triển của Thế giới Công nghiệp thời kỳ ấy. Một số phát triển của ông gồm: thiết kế một hệ thống nén thủy lực cho phép các công nhân đặt móng cầu sâu hơn dưới nước, tạo ra các dàn vì kèo và kết cấu khung khoẻ nhưng có trọng lượng nhẹ "kiểu thanh dầm" có khả năng chống gió mạnh, sử dụng thép rèn cho xây dựng cầu bởi độ dẻo của nó có thể chống lại gió mạnh, uốn cong các đầu cột để tạo ra các đáy ổn định hơn, và phát triển "lao" là một cách dễ dàng hơn để di chuyển các thành phần kết cấu tới vị trí. Sự khéo léo và tài năng nổi bật của Eiffel cho phép ông thiết kế và xây dựng một số cấu trúc nổi tiếng nhất thế giới.

### Các công trình và Cấu trúc
- Tháp Eiffel

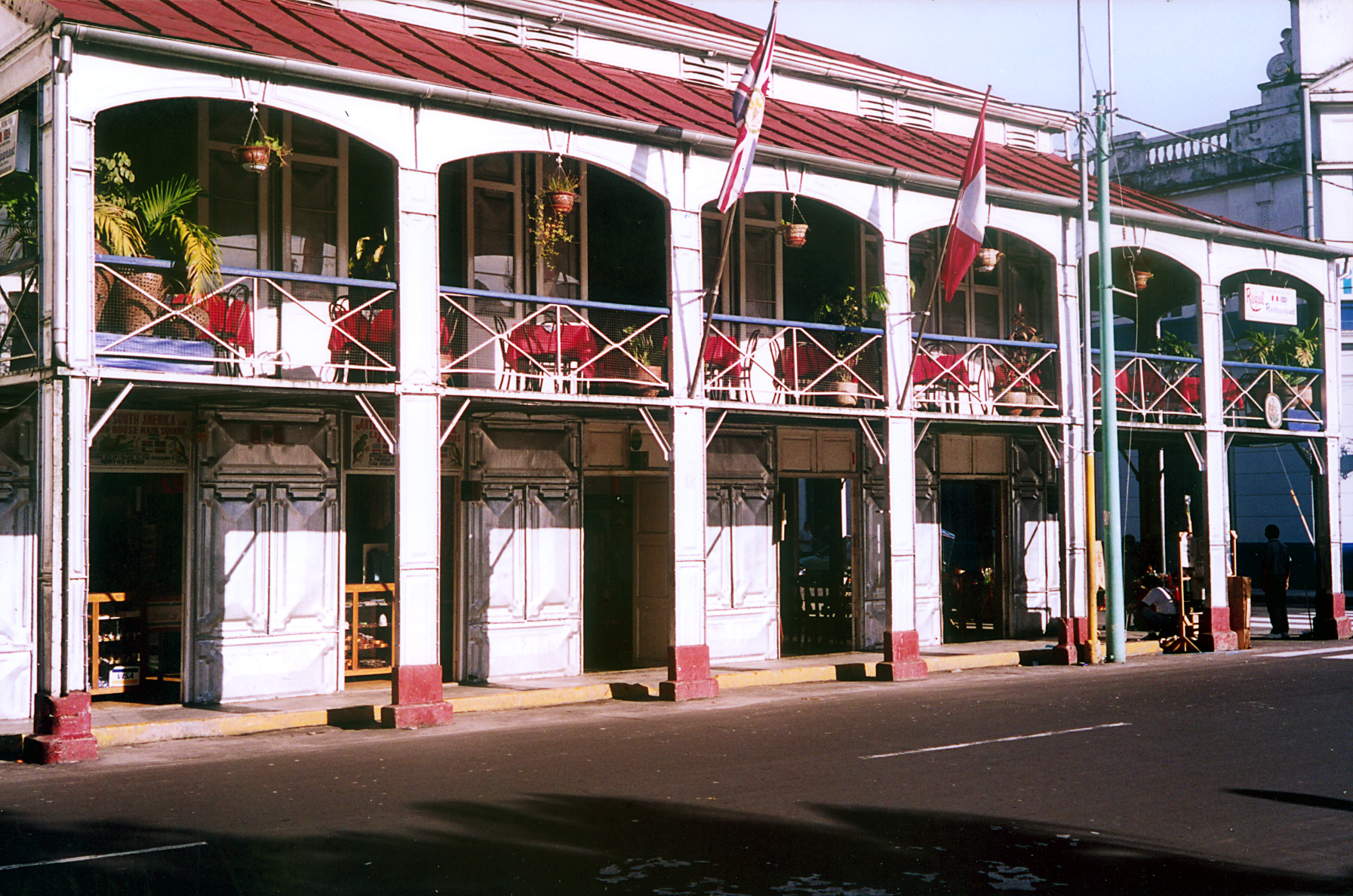
"Casa de Fierro" trong rừng rậm Peru

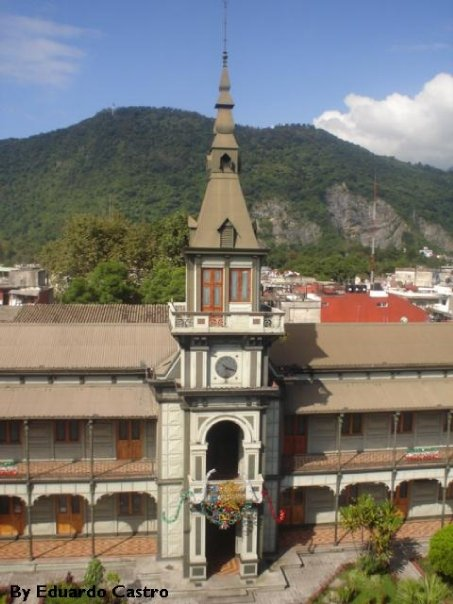
El Palacio de Hierro, Orizaba, Veracruz, México

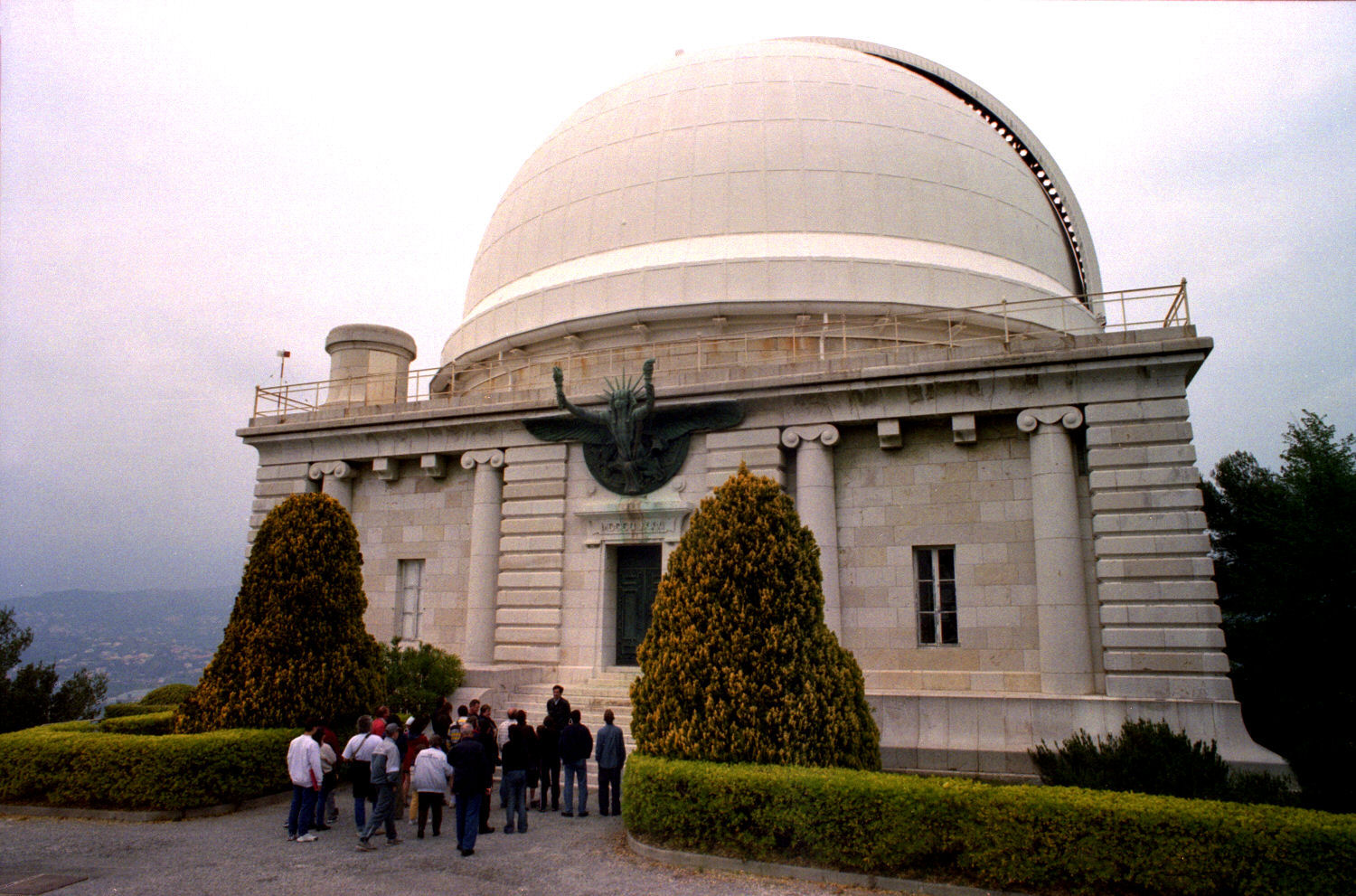
Đài thiên văn Nice

Bưu điện trung tâm Sài Gòn

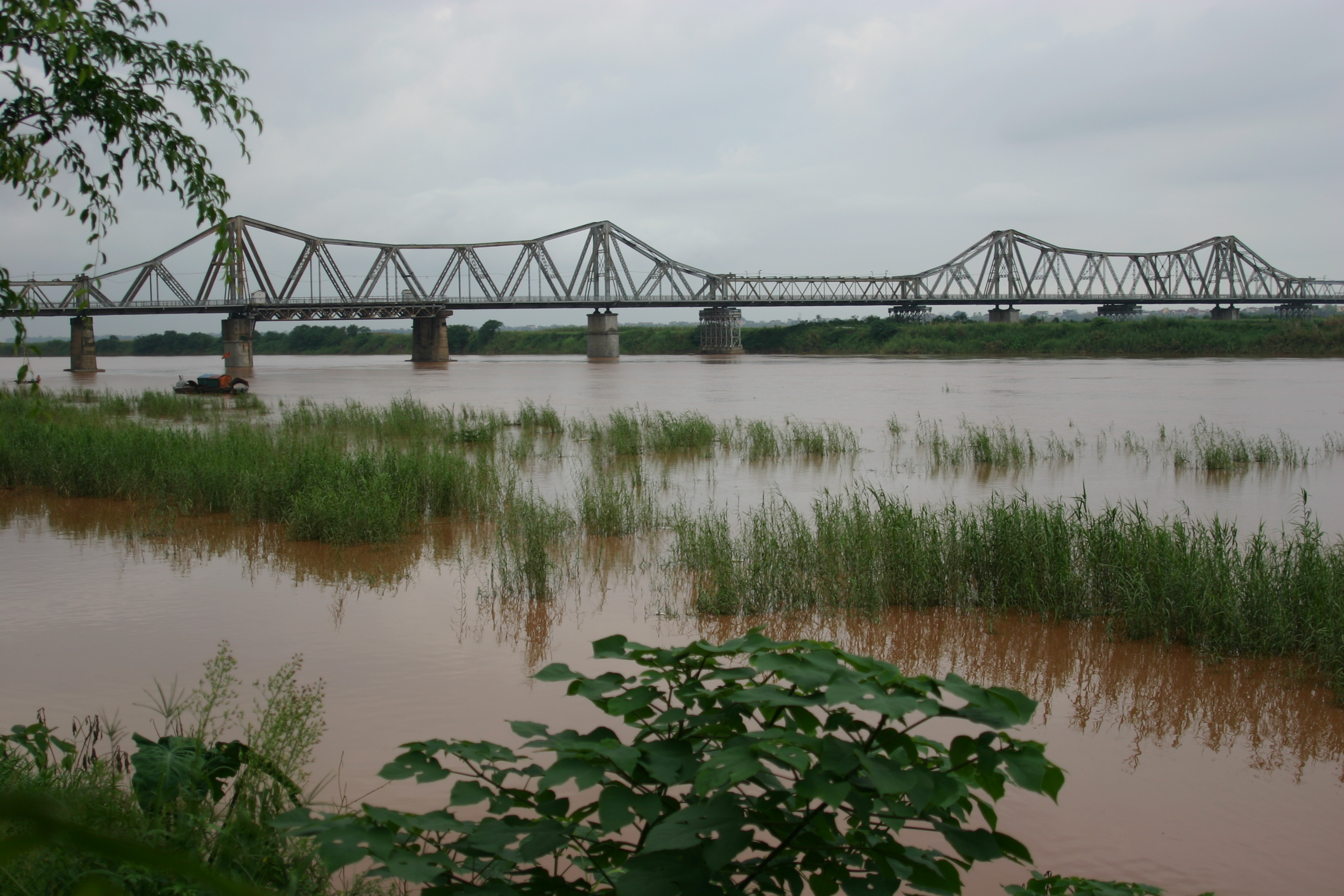
Cầu Long Biên, có tài liệu cho rằng Gustave Eiffel thiết kế chiếc cầu này

- Estación Central (ga đường sắt chính), Santiago, Chile
- Budapest Nyugati Pályaudvar (ga đường sắt phía Tây), Budapest, Hungary
- Konak Pier, Izmir, Thổ Nhĩ Kỳ
- Đài thiên văn Nice
- Palacio de Hierro, Orizaba Veracruz, México
- Paradis Latin, Paris
- Nhà thờ San Sebastian, Manila, Philippines
- Tượng thần Tự do
- Chợ, Dijon, Pháp
- Nhà thờ Santa Barbara, Santa Rosalia, Mexico

### Cầu

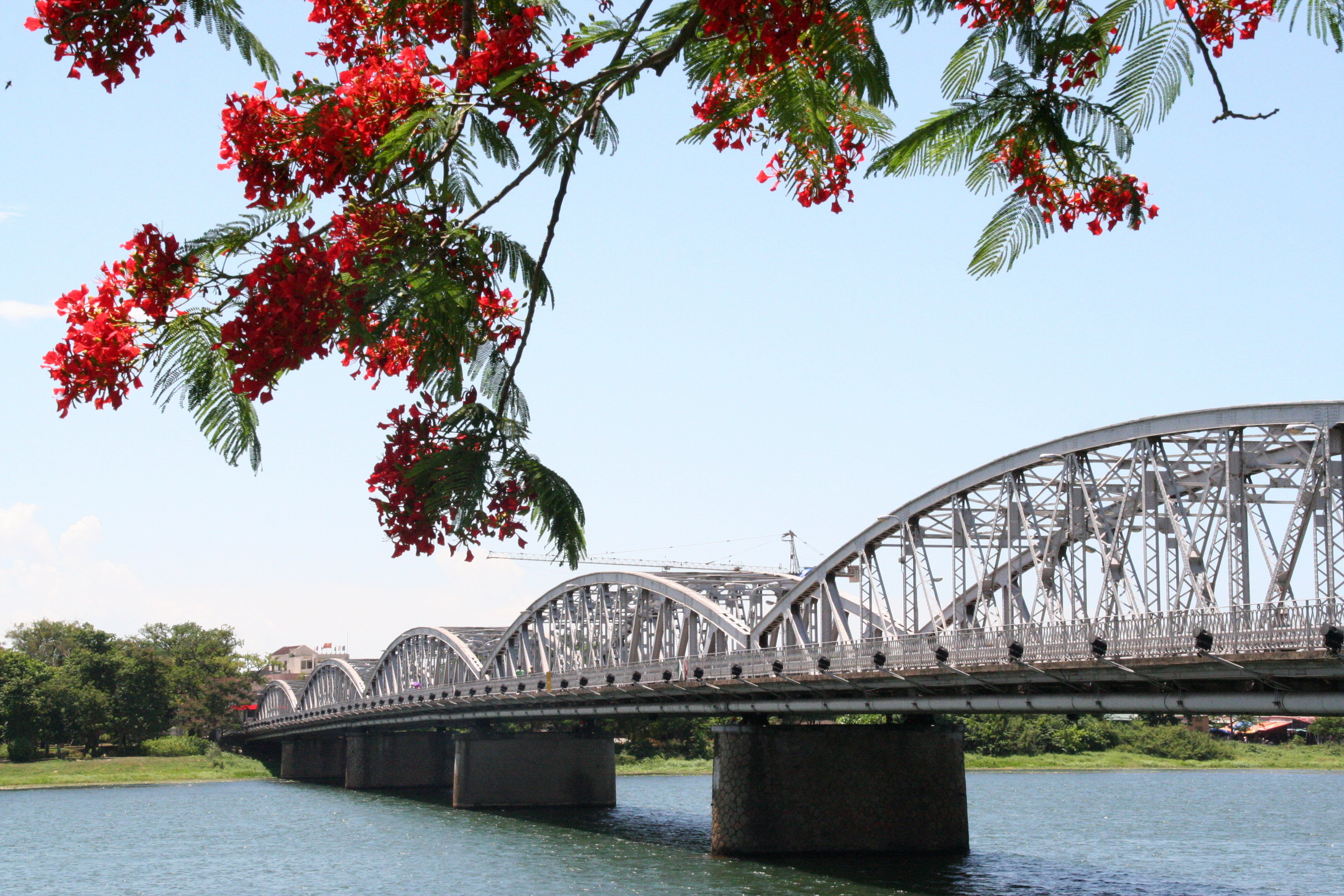
Cầu Trường Tiền

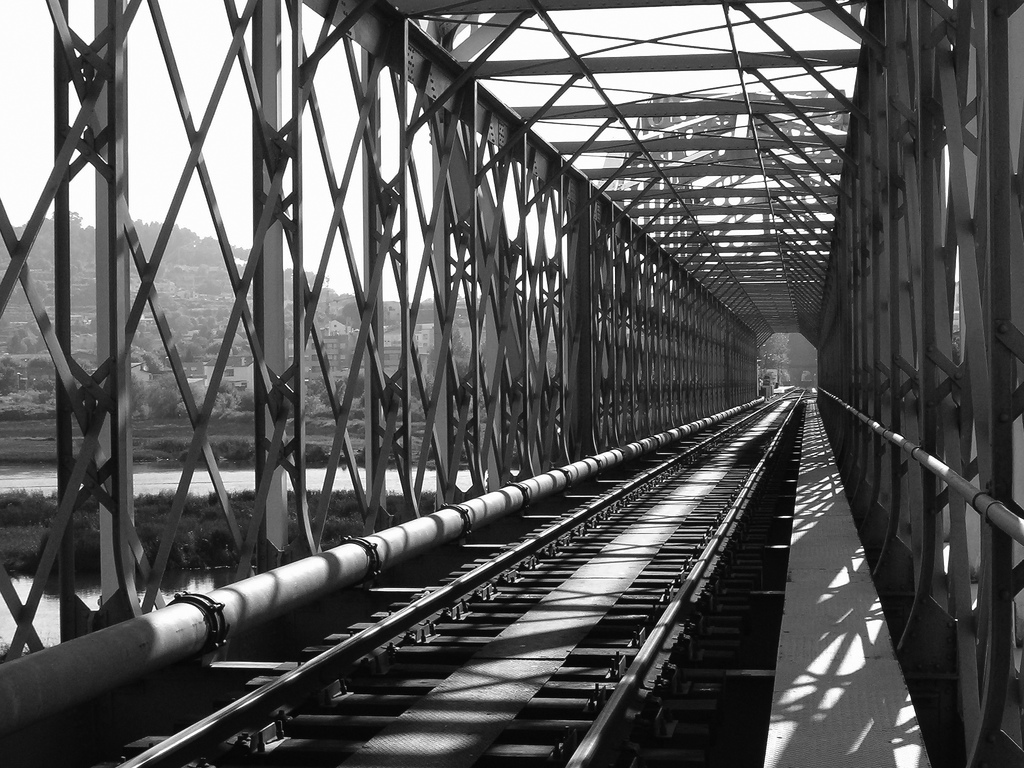
Cầu Eiffel tại Caminha

- Birsbrücke, Münchenstein, Thuỵ Sĩ sụp đổ ngày 14 tháng 6 năm 1891 làm hơn 70 người thiệt mạng. Xem Thảm hoạ đường sắt Munchenstein.
- Cầu qua the Schelde tại Temse, Bỉ
- Cầu Abu El-Ela tại Cairo, Ai Cập
- Cầu cạn Garabit
- Cầu sông Garonne gần Bordeaux là dự án đầu tiên của Eiffel ở tuổi 25.
- Cầu Maria Pia (Cầu cạn Porto)
- Cầu Đường sắt gần Constitución, Chile
- Cầu cạn Souleuvre
- Cầu Eiffel tại Bến du thuyền ở Viana do Castelo là một dự án của Gustav Eiffel từ năm 1878.
- Cầu Eiffel tại Zrenjanin bị tháo dỡ trong thập niên 1960 và hiện đang được xây dựng lại.
- Cầu Đường sắt qua sông Coura tại Caminha, Bồ Đào Nha.
- Cầu đường (D50) qua Sông Lay tại Lavaud ở Vendee, Pháp
- Cầu Ghềnh và Cầu Rạch Cát, Đồng Nai, Việt Nam.
- Cầu Troitsky (Chúa ba ngôi) tại St. Petersburg, Nga
- Cầu Quezon tại quận Quiapo, Manila, Philippines

### Các công trình khác
- Nhà máy chưng cất rượu Combier, Saumur (Loire Valley), Pháp
- Cầu cạn qua sông Sioule (1867)
- Cầu cạn tại Neuvial (1867)
- Notre Dame des Champs, Paris (1868)
- Cầu đu đưa tại Dieppe (1870)
- Nhà máy khí tại La Paz, Bolivia
- Ga tàu La Paz, La Paz, Bolivia (hiện là Bến xe buýt La Paz)
- Nhà thờ tại Tacna, Peru (1875)
- Nhà thờ tại Arica, Chile
- Hải đăng Ruhnu trên đảo Ruhnu, Estonia (1877)
- Khách sạn Traian, tại Iaşi, România (1884)

- Cầu Bolivar, tại Arequipa, Peru
- Nhà hát Fenix, tại Arequipa, Peru
- Chợ San Camilo, tại Arequipa, Peru

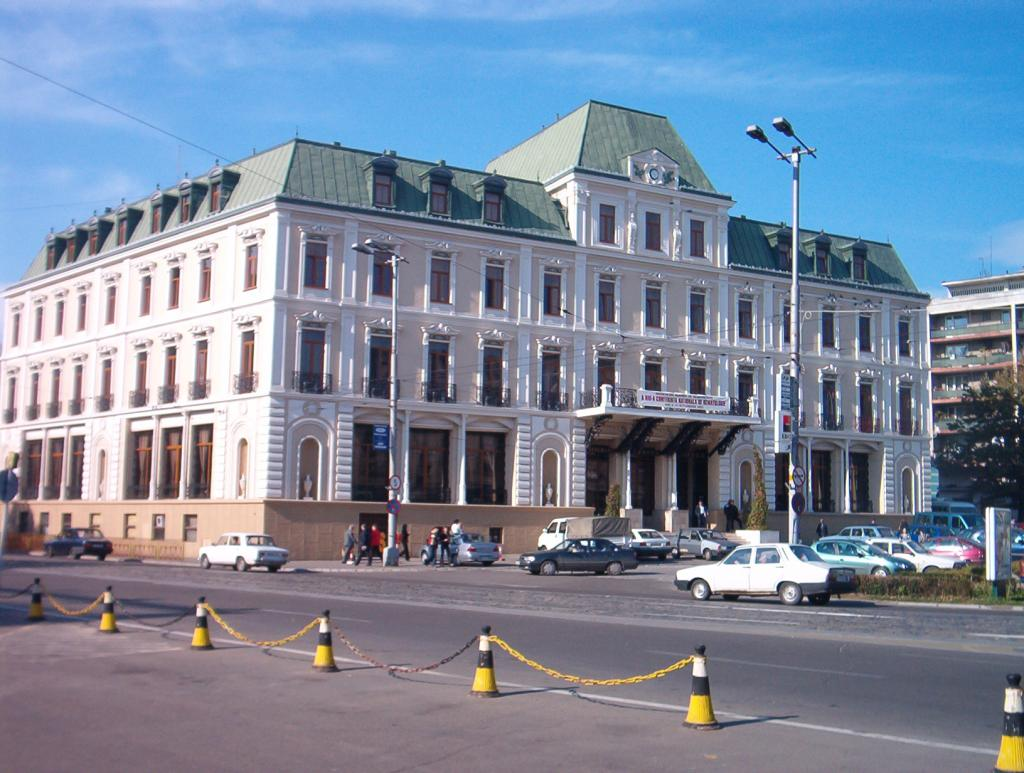
"Traian Hotel" từ Iaşi, là tác phẩm của Gustave Eiffel tại România

- Nhà thờ tại Santa Rosalía, Baja California Sur, Mexico
- Cầu qua Tisza gần Szeged, Hungary
- Farol de São Thomé tại Campos, Brasil
- Khung sườn Ga tàu phía Tây tại Budapest, Hungary
- Cầu lớn qua Begej tại Zrenjanin, Serbia, xây năm 1904, bị tháo dỡ và thay thế bằng cầu bê tông năm 1969
- Hải đăng Đảo Mona tại Đảo Mona, Puerto Rico
- Plaza del Mercado (chợ sản phẩm địa phương) tại Mayagüez, Puerto Rico
- Cầu tại Trujillo Alto (vẫn còn nhưng không còn được sử dụng), Puerto Rico
- Puente Quezon (Cầu Quezon) qua Sông Pasig, Manila, Philippines
- Nhà Thép tại Maputo, Mozambique
- Cầu Ajfel trên Skenderija Sarajevo, Bosnia và Herzegovina
- Dome (Salon Royale) của Hotel Negresco, Nice, Pháp
- Pabellon de la Rosa Piriapolis, Uruguay
- Mercado Municipal, Manaus, Brasil
- Aérodynamique EIFFEL (hầm gió), Paris (Auteuil), Pháp
- La Cristalera, old portuary storage, El Puerto de Santa María, Tây Ban Nha

### Không được chứng minh
- (Cầu qua Sông Cuyuni, phía nam Venezuela)
- Cầu cạn Santa Efigênia, São Paulo, Brasil (1913)
- Santa Justa Lift (Carmo Lift), tại Lisbon, Bồ Đào Nha (1901)
- Đập trên Kênh Đại Bačka, Bečej, Vojvodina, Serbia (1900)
- Cầu cạn Malleco, Chile (1890)
- Palácio de Ferro, Angola (1890)
- Lâu đài Villersexel, nằm ở Villersexel Pháp, (khoảng năm 1871)
- Toà nhà Bưu điện Trung tâm, Thành phố Hồ Chí Minh, Việt Nam

### Các dự án chưa được thực hiện
- Cầu Chúa Ba ngôi, Saint Petersburg—Eiffel đã tham gia đấu thầu, nhưng dự án của ông không được thực hiện.

## Liên quan
- Gustave Eiffel: The Man Behind the Masterpiece Lưu trữ ngày 6 tháng 7 năm 2007 tại Wayback Machine
- Gustave Eiffel
- Official website of the Association of the descendants of Gustave Eiffel
- Gustave Alexandre Eiffel tại trang Structurae
- Einsturz der Birsbrücke bei Münchenstein (Basel)
- Aérodynamique EIFFEL (map location)